# Man with a Mission
I Man with a Mission (spesso abbreviato come MWAM) sono un gruppo musicale alternative rock giapponese formatosi nel 2010 a Shibuya e composto da cinque membri: Tokyo Tanaka (voce), Jean-Ken Johnny (chitarra e voce), Kamikaze Boy (basso), DJ Santa Monica (DJ) e Spear Rib (batteria). Il gruppo si distingue poiché tutti i membri indossano una maschera da lupo durante tutti i loro concerti e video musicali.

## Storia del gruppo

### Origini e primo album (2010-2011)
I Man with a Mission si sono formati nel 2010 a Shibuya (Tokyo), dove hanno iniziato a suonare in vari locali e sale concerti della zona. Fin dagli esordi tutti i membri erano solito esibirsi indossano una maschera da lupo durante tutti i loro concerti; la band ha spiegato questa scelta attraverso una storia di fondo creata ad hoc, che vuole i cinque musicisti essere delle "forme di vita definitive" create da Jimi Hendrix.
Pochi mesi dopo la formazione il gruppo ha organizzato un tour negli Stati Uniti suonando in vari locali notturni di Los Angeles. Terminato il tour hanno pubblicato il loro primo extended play, Welcome to the New World, il quale è stato distribuito con una tiratura di 10 000 copie in vari punti vendita del Giappone. L'EP è rimasto per sei settimane nelle prime cento posizioni della classifica Oricon, mentre il primo singolo estratto è stato Never Fxxkin' Mind the Rules. Nel marzo 2011 il gruppo ha partecipato a un tour nazionale chiamato Man with a Mission Japan Marking Tour 2011, costituito da tredici date in vari locali del Giappone. A questa tournée è seguita la pubblicazione del loro album di debutto, dal titolo omonimo, uscito l'8 giugno successivo sotto l'etichetta Nippon Crown.
Sempre durante l'estate del 2011 i MWAM hanno partecipato al Summer Sonic Festival e al Countdown Japan, iniziando a ricevere sempre maggiori consensi sia dalla critica, venendo definiti dall'Eggman Magazine come gli «artisti emergenti più promettenti», sia dal pubblico, con i biglietti dei loro concerti andati spesso esauriti in breve tempo. Il 5 ottobre 2011 hanno pubblicato il loro secondo EP dal titolo Trick or Treat e.p., nel quale sono inclusi sia brani originali che delle cover, come Smells Like Teen Spirit dei Nirvana. In settembre i componenti del gruppo sono stati inoltre protagonisti di una campagna pubblicitaria della Tower Records intitolata No music, no life?.

### Mash Up the World(2012-2013)

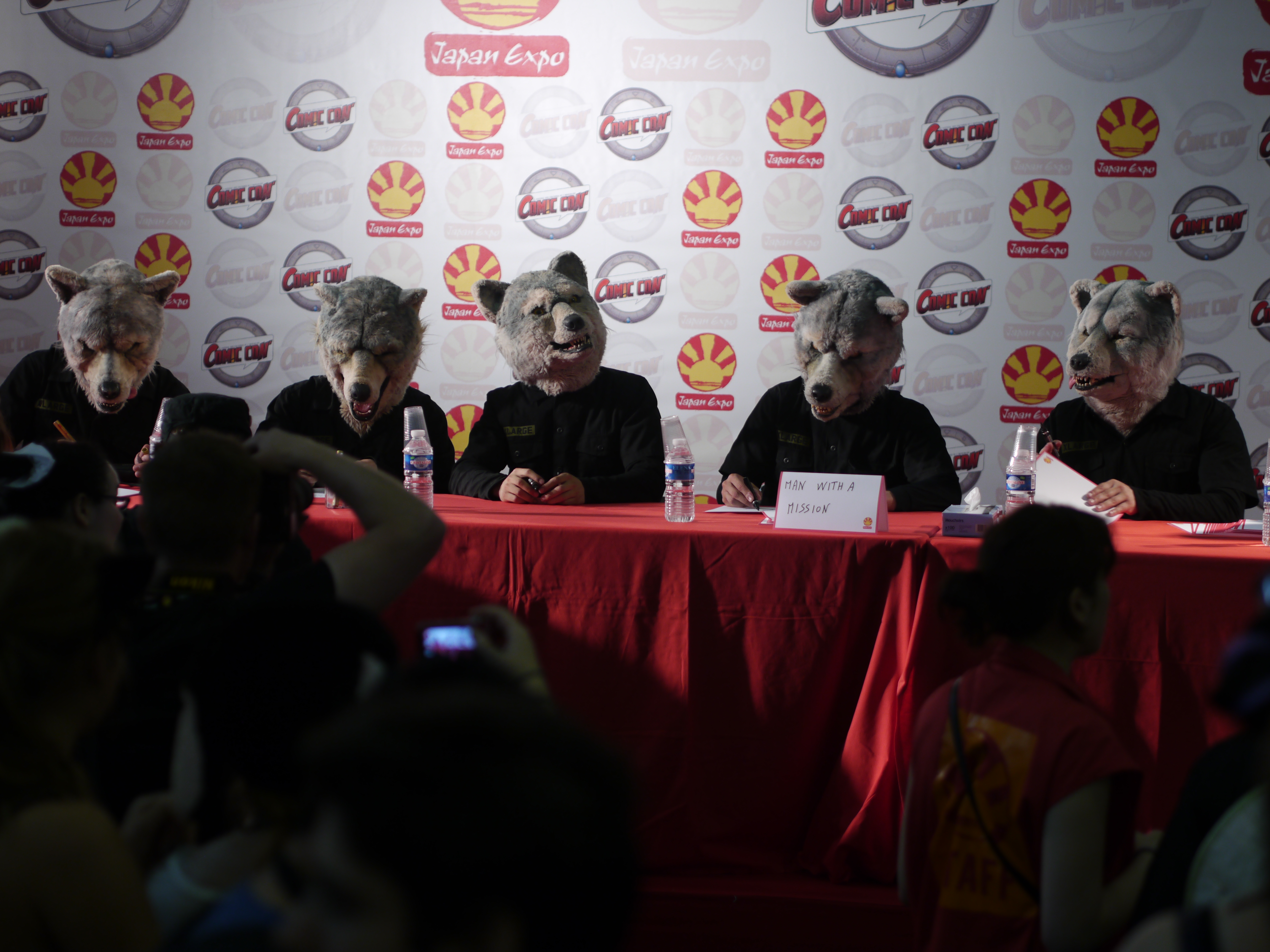
I Man with a Mission al Japan Expo 2012 a Parigi in Francia

Il 14 marzo 2012 i Man with a Mission hanno ripubblicato l'EP Welcome to the New World, con l'aggiunta del brano Take Me Home e di un remix di Don't Lose Yourself.
A ciò è seguita l'uscita del singolo Distance, il quale ha esordito al sesto posto della classifica Oricon settimanale, diventando per un mese il tema musicale del programma televisivo Music ru TV della TV Asahi. Il 27 maggio successivo il gruppo ha invece tenuto un concerto al Shibuya-AX di Tokyo davanti a 1.800 spettatori, che ha rappresentato la prima data del loro tour Don't Feel The Distance. Il 18 luglio i MWAM hanno pubblicato il loro secondo album, Mash Up the World, che ha esordito al quarto posto della classifica Oricon settimanale, aggiudicandosi altresì il gran premio dei CD Shop Awards 2013. Nello stesso mese di luglio il gruppo ha preso parte al Japan Expo 2012, esibendosi davanti a 5.000 spettatori.
Il 22 febbraio 2013 la band si è esibita per la prima volta in televisione durante il programma della TV Asahi Music Station, suonando i brani Fly Again e Emotions, quest'ultimo pubblicato come singolo il 20 febbraio e scelto come tema musicale del film di Yūichi Fukuda HK Hentai Kamen. Dopo aver fatto tappa negli Stati Uniti e in Europa con il loro Mash Up the New World Tour, i MWAM hanno tenuto in maggio il loro primo concerto al Nippon Budokan di Tokyo, durante il quale hanno annunciato l'uscita del singolo digitale Wake Myself Again e l'inizio di un'ulteriore tournée dal titolo Wake Myself Again Tour 2013, che ha visto la band collaborare con il famoso marchio di birra Budweiser. Dopo aver firmato in agosto un contratto con la Sony Music Japan, il gruppo ha poi pubblicato in ottobre il singolo Database feat. Takuma (10 Feet), nato da una collaborazione dei MWAM con Takuma Mitamura dei 10 Feet. Il brano è stato utilizzato come opening dell'anime Log Horizon.
In dicembre i MWAM hanno firmato un contratto con l'etichetta Epic Records, con l'intenzione di debuttare nel mercato musicale statunitense.

### Tales of Purefly(2014-presente)
Nel febbraio 2014 i Man with a Mission hanno pubblicato la compilation Beef Chicken Pork, dove sono contenute le versioni in lingua inglese di alcune delle canzoni di maggior successo della band, quali Distance, Get Off of My Way, Never Fxxkin' Mind the Rules e Don't Lose Yourself. L'uscita della raccolta ha preceduto la pubblicazione di un EP pensato esclusivamente per il mercato statunitense, Don't feel the distance e.p., distribuito dall'etichetta indipendente RED Distribution.
Il 12 marzo 2014 è stata la volta del terzo album in studio della band, Tales of Purefly, il quale ha debuttato al terzo posto della classifica settimanale della Oricon.
In estate il gruppo si è esibito allo Stadio Olimpico di Tokyo insieme ad altri artisti musicali giapponesi in un ultimo concerto prima della sua demolizione in vista della ricostruzione per le Olimpiadi del 2020. Successivamente i MWAM hanno pubblicato un ulteriore EP per il mercato americano, dal titolo When My Devil Rises e.p.
Nel gennaio 2015 i Man with a Mission hanno collaborato con il popolare videogioco PES 2015, attraverso la pubblicazione di un aggiornamento che dà la possibilità agli utenti di far indossare ai calciatori virtuali le caratteristiche maschere da lupo che contraddistinguono la band.

## Stile musicale
Lo stile musicale dei Man with a Mission incorpora elementi provenienti da diversi generi, in particolare dal rock, punk, metal, pop e musica elettronica. Nonostante la sua natura ibrida, il gruppo affonda le sue radici nella musica punk rock degli anni novanta quando in Giappone e in Nord America si affacciarono numerose band di stampo alternative. Le band più significative tra quelle che li hanno influenzati maggiormente sono i Sex Pistols, i Ramones, i Toy Dolls, i Green Day, i Face to Face, gli Hi-Standard e i Gauze.

## Formazione
- Tokyo Tanaka - voce (2010–presente)
- Jean-Ken Johnny - chitarra, voce (2010–presente)
- Kamikaze Boy - basso (2010–presente)
- DJ Santa Monica - DJ (2010–presente)
- Spear Rib - batteria (2010–presente)

## Discografia

### Album
- 2010 - Welcome to the New World
- 2011 - Man with a Mission
- 2012 - Mash Up the World
- 2014 - Tales of Purefly
- 2016 - The World's On Fire
- 2018 - Chasing the Horizon
- 2021 - Break and Cross the Walls I
- 2022 - Break and Cross the Walls II

### EP
- 2011 - Trick or Treat e.p.
- 2014 - Don't Feel the Distance e.p.
- 2014 - When My Devil Rises e.p.
- 2015 - Out of Control (con i Zebrahead)

### Raccolte
- 2014 - Beef Chicken Pork
- 2015 - 5 Years 5 Wolves 5 Souls

### Album video
- 2012 - Ōkami daizenshū I
- 2013 - Ōkami daizenshū II
- 2014 - Ōkami daizenshū III

### Singoli
- 2011 - Never Fxxkin' Mind the Rules
- 2011 - The border is Unnecessary For Music (con i Nero Zero)
- 2012 - Distance
- 2013 - Emotions
- 2013 - Wake Myself Again
- 2014 - Database feat. Takuma (10 Feet)
- 2015 - Seven Deadly Sins
- 2015 - Raise your Flag

## Classifica vendite
| Data            | Titolo                                              | Classifica | Posizione | Numero di settimane in classifica |
| --------------- | --------------------------------------------------- | ---------- | --------- | --------------------------------- |
| 3 novembre 2010 | Welcome To The New World (Album)                    | Oricon     | 168       | 10                                |
| 6 aprile 2011   | Never Fxxkin' Mind the Rules (Singolo)              | Oricon     | 88        | 2                                 |
| 8 giugno 2011   | Man with a Mission (Album)                          | Oricon     | 28        | 42                                |
| 5 ottobre 2011  | Trick or Treat (EP)                                 | Oricon     | 15        | 17                                |
| 14 marzo 2012   | Welcome to the New World (standard edition) (Album) | Oricon     | 39        | 19                                |
| 4 aprile 2012   | Distance (Singolo)                                  | Oricon     | 6         | 12                                |
| 18 luglio 2012  | Mash up the World (Album)                           | Oricon     | 4         | 1                                 |

## Premi e riconoscimenti
| Anno | Premio                      | Categoria      | Nominato           | Risultato       |
| ---- | --------------------------- | -------------- | ------------------ | --------------- |
| 2012 | CD Shop Awards              |                | Man with a Mission | Candidato/a     |
| 2013 | CD Shop Awards              |                | Mash Up the World  | Vincitore/trice |
| 2014 | iTunes Japan "Best of 2014" | Best of j-rock | Tales of Purefly   | Vincitore/trice |
| 2015 | CD Shop Awards              |                | Tales of Purefly   | In attesa       |